# Trieste (provins)
Trieste var en provins i regionen Friuli-Venezia Giulia i Italien. Staden Trieste var huvudort i provinsen. Provinsen, som före första världskriget varit en del av Österrikiska kustlandet, bildades 1922 med 30 kommuner efter att Rapallofördraget fastställt gränsen mellan Italien och Kungariket Jugoslavien 1920. Efter andra världskriget delades provinsen i tre delar, Italien behöll 9 kommuner som uppgick i provinsen Gorizia, en del ingick i Fria territoriet Trieste ur vilket 6 kommuner 1954 bildade den nuvarande provinsen och resterande områden uppgick i Jugoslavien. Gränsen fastställdes 1975 i Osimofördraget.

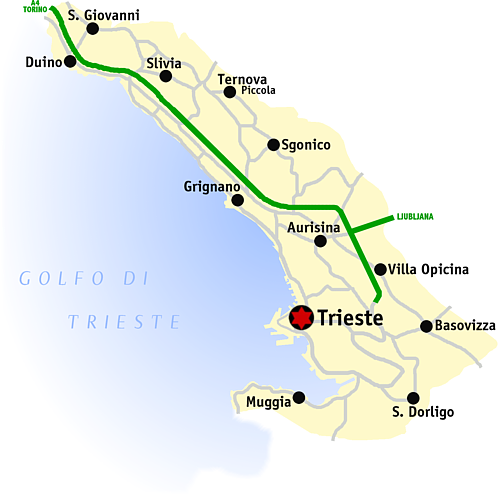
Karta över provinsen

## Administration
Provinsen Trieste var indelad i sex comuni (kommuner). Trieste var huvudstad.